# Campeonato de Primera B 1997-98 (Argentina)
El Torneo Primera B 1997-98 fue la LXV edición del campeonato de Primera B del fútbol argentino en el orden de los clubes directamente afiliados a la AFA. Dio comienzo el 6 de septiembre de 1997 y finalizó el 22 de agosto de 1998. Fue disputado por 18 equipos.
Los nuevos equipos participantes fueron: los ascendidos de la Primera C 1996/97, Berazategui y Brown de Adrogué y los descendidos de la Primera B Nacional 1996/97 Sarmiento de Junín y Temperley, peores promedios de los equipos metropolitanos de esa categoría.
El campeón fue El Porvenir que venció en la final por el primer ascenso a Deportivo Armenio, mientras que el segundo ascenso fue para Tigre que ganó el torneo reducido al vencer en la final a Argentino de Rosario y retornó a la Primera B Nacional.

## Ascensos y descensos
| Posición | Descendidos de la Primera B 1996-97 |
| -------- | ----------------------------------- |
| 17.º     | Atlético Campana                    |
| 18.º     | Ferrocarril Midland                 |

| Posición  | Ascendidos de la Primera C 1996-97 |
| --------- | ---------------------------------- |
| Campeón   | Berazategui                        |
| Seg. Asc. | Brown de Adrogué                   |

| Posición  | Ascendidos a la Primera B Nacional 1997-98 |
| --------- | ------------------------------------------ |
| Campeón   | Defensa y Justicia                         |
| Gan. Red. | San Miguel                                 |

| Posición | Descendidos de la Primera B Nacional 1996-97 |
| -------- | -------------------------------------------- |
| 8.º      | Sarmiento de Junín                           |
| 9.º      | Temperley                                    |

## Equipos participantes
| Equipo                 | Localidad            | Estadio              | Capacidad |
| ---------------------- | -------------------- | -------------------- | --------- |
| Argentino              | Rosario              | José Martín Olaeta   | 6800      |
| Argentino de Quilmes   | Quilmes              | Argentino de Quilmes | 7000      |
| Berazategui            | Berazategui          | Norman Lee           | 5500      |
| Brown de Adrogué       | Adrogué              | Lorenzo Arandilla    | 4500      |
| Colegiales             | Munro                | Libertarios Unidos   | 6000      |
| Defensores de Belgrano | Buenos Aires         | Juan Pasquale        | 9000      |
| Defensores Unidos      | Zárate               | Gigante de Villa Fox | 6000      |
| Deportivo Armenio      | Ingeniero Maschwitz  | Armenia              | 10.500    |
| Deportivo Laferrere    | Laferrere            | Ciudad de Laferrere  | 18.000    |
| Dock Sud               | Dock Sud             | De Los Inmigrantes   | 5000      |
| El Porvenir            | Gerli                | Gildo Ghersinich     | 14.000    |
| Leandro N. Alem        | General Rodríguez    | Leandro N. Alem      | 3500      |
| San Telmo              | Dock Sud             | Dr. Osvaldo Baletto  | 5500      |
| Sarmiento              | Junín                | Eva Perón            | 22.000    |
| Talleres               | Remedios de Escalada | Talleres             | 15.000    |
| Temperley              | Temperley            | Alfredo Beranger     | 24.000    |
| Tigre                  | Tigre                | José Dellagiovanna   | 26.282    |
| Tristán Suárez         | Tristán Suárez       | 20 de Octubre        | 15.000    |

### Distribución geográfica de los equipos
| Región                                   | Cant. | Equipos |
| ---------------------------------------- | ----- | --- |
| Conurbano bonaerense                     | 13    | Argentino de Quilmes, Berazategui, Brown de Adrogué, Colegiales, Deportivo Armenio, Deportivo Laferrere, Dock Sud, El Porvenir, San Telmo, Talleres, Temperley, Tigre y Tristán Suárez |
| Interior de la provincia de Buenos Aires | 3     | Defensores Unidos, Leandro N. Alem y Sarmiento (Junín) |
| Ciudad de Buenos Aires                   | 1     | Defensores de Belgrano |
| Ciudad de Rosario                        | 1     | Argentino |

## Formato

### Competición
Se disputaron dos torneos: Apertura y Clausura. En cada uno de ellos, los 18 equipos se enfrentaron todos contra todos. Ambos se jugaron a una sola rueda. Los partidos disputados en el Torneo Clausura representaron los desquites de los del Torneo Apertura, invirtiendo la localía.
Si el ganador de ambas fases era el mismo equipo, sería el campeón. En cambio, si los ganadores del Apertura y el Clausura eran dos equipos distintos disputarían una final a dos partidos para determinarlo. En el primer caso, el equipo mejor ubicado en la tabla general (excluyendo al campeón) o el perdedor de la final, en el segundo caso, clasificaría a las semifinales del Torneo reducido.
Por otra parte, los seis equipos que, al finalizar la disputa, ocuparon los primeros puestos de la tabla general de la temporada (excluyendo al campeón y al clasificado a las semifinales) clasificaron a los cuartos de final del Torneo reducido.

### Ascensos
El equipo que ganó la final entre los ganadores del Apertura y el Clausura se coronó campeón y obtuvo el primer ascenso a la Primera B Nacional, mientras que el ganador del Torneo reducido logró el segundo ascenso.

### Descensos
El promedio se calculaba sumando los puntos obtenidos en la fase regular de los torneos de 1995/96, 1996/97 y 1997/98, dividiendo por estas 3 temporadas. Los equipos que ocuparon los dos últimos lugares de la tabla de promedios descendieron a la Primera C.

## Torneo Apertura
| Pos | Equipo                 | Pts | PJ | PG | PE | PP | GF | GC | Dif |
| --- | ---------------------- | --- | -- | -- | -- | -- | -- | -- | --- |
| 1º  | El Porvenir            | 40  | 17 | 13 | 1  | 3  | 27 | 13 | 14  |
| 2º  | Argentino de Rosario   | 33  | 17 | 10 | 3  | 4  | 26 | 15 | 11  |
| 3º  | Tigre                  | 30  | 17 | 9  | 3  | 5  | 27 | 17 | 10  |
| 4º  | Sarmiento de Junín     | 26  | 17 | 7  | 5  | 5  | 21 | 20 | 1   |
| 5º  | Defensores de Belgrano | 25  | 17 | 7  | 4  | 6  | 21 | 18 | 3   |
| 6º  | Talleres (RE)          | 25  | 17 | 6  | 7  | 4  | 22 | 20 | 2   |
| 7º  | Argentino de Quilmes   | 24  | 17 | 6  | 6  | 5  | 24 | 20 | 4   |
| 8º  | Defensores Unidos      | 23  | 17 | 6  | 5  | 6  | 22 | 20 | 2   |
| 9º  | Temperley              | 23  | 17 | 6  | 5  | 6  | 23 | 25 | -2  |
| 10º | Deportivo Laferrere    | 22  | 17 | 5  | 7  | 5  | 25 | 23 | 2   |
| 11º | Tristán Suárez         | 21  | 17 | 5  | 6  | 6  | 14 | 16 | -2  |
| 12º | Berazategui            | 21  | 17 | 5  | 6  | 6  | 15 | 19 | -4  |
| 13º | Dock Sud               | 21  | 17 | 6  | 3  | 8  | 23 | 28 | -5  |
| 14º | Deportivo Armenio      | 20  | 17 | 4  | 8  | 5  | 19 | 19 | 0   |
| 15º | Brown de Adrogué       | 19  | 17 | 5  | 4  | 8  | 23 | 29 | -6  |
| 16º | Leandro N. Alem        | 16  | 17 | 4  | 4  | 9  | 17 | 22 | -5  |
| 17º | San Telmo              | 14  | 17 | 2  | 8  | 7  | 16 | 24 | -8  |
| 18º | Colegiales             | 11  | 17 | 2  | 5  | 10 | 17 | 34 | -17 |

|  | Se consagró campeón del Torneo Apertura. |

## Torneo Clausura
| Pos | Equipo                 | Pts | PJ | PG | PE | PP | GF | GC | Dif |
| --- | ---------------------- | --- | -- | -- | -- | -- | -- | -- | --- |
| 1º  | Deportivo Armenio      | 34  | 17 | 10 | 4  | 3  | 33 | 20 | 13  |
| 2º  | El Porvenir            | 31  | 17 | 7  | 10 | 0  | 27 | 12 | 15  |
| 3º  | Defensores de Belgrano | 30  | 17 | 8  | 6  | 3  | 28 | 16 | 12  |
| 4º  | Talleres (RE)          | 28  | 17 | 8  | 4  | 5  | 30 | 21 | 9   |
| 5º  | Berazategui            | 28  | 17 | 8  | 4  | 5  | 25 | 19 | 6   |
| 6º  | Tigre                  | 27  | 17 | 7  | 6  | 4  | 27 | 23 | 4   |
| 7º  | Colegiales             | 27  | 17 | 8  | 3  | 6  | 19 | 16 | 3   |
| 8º  | Argentino de Rosario   | 27  | 17 | 8  | 3  | 6  | 17 | 20 | -3  |
| 9º  | Argentino de Quilmes   | 25  | 17 | 7  | 4  | 6  | 27 | 26 | 1   |
| 10º | Brown de Adrogué       | 24  | 17 | 7  | 3  | 7  | 26 | 27 | -1  |
| 11º | Dock Sud               | 22  | 17 | 5  | 7  | 5  | 18 | 15 | 3   |
| 12º | Temperley              | 21  | 17 | 5  | 6  | 6  | 25 | 25 | 0   |
| 13º | San Telmo              | 17  | 17 | 3  | 8  | 6  | 15 | 21 | -6  |
| 14º | Sarmiento de Junín     | 17  | 17 | 4  | 5  | 8  | 19 | 26 | -7  |
| 15º | Leandro N. Alem        | 16  | 17 | 4  | 4  | 9  | 20 | 30 | -10 |
| 16º | Tristán Suárez         | 14  | 17 | 2  | 8  | 7  | 15 | 27 | -12 |
| 17º | Deportivo Laferrere    | 13  | 17 | 3  | 4  | 10 | 20 | 28 | -8  |
| 18º | Defensores Unidos      | 11  | 17 | 2  | 5  | 10 | 17 | 36 | -19 |

|  | Se consagró campeón del Torneo Clausura. |

## Final
Se disputó a doble partido, haciendo como local en primer lugar el campeón del Torneo Clausura y en la vuelta el campeón del Torneo Apertura.
| Deportivo Armenio                                                               | 0 - 4 | El Porvenir       | Armenia          | 26 de julio |
| El Porvenir                                                                     | 2 - 0 | Deportivo Armenio | Gildo Ghersinich | 1 de agosto |
| Global: 6 - 0. El Porvenir se coronó campeón y ascendió a la Primera B Nacional |       |                   |                  |             |

## Tabla de posiciones final
| Pos | Equipo                 | Pts | PJ | G  | E  | P  | GF | GC | DIF |
| --- | ---------------------- | --- | -- | -- | -- | -- | -- | -- | --- |
| 1º  | El Porvenir            | 71  | 34 | 20 | 11 | 3  | 54 | 25 | 29  |
| 2º  | Argentino de Rosario   | 60  | 34 | 18 | 6  | 10 | 43 | 35 | 8   |
| 3º  | Tigre                  | 57  | 34 | 16 | 9  | 9  | 54 | 40 | 14  |
| 4º  | Defensores de Belgrano | 55  | 34 | 15 | 10 | 9  | 49 | 34 | 15  |
| 5º  | Deportivo Armenio      | 54  | 34 | 14 | 12 | 8  | 52 | 39 | 13  |
| 6º  | Talleres (RE)          | 53  | 34 | 14 | 11 | 9  | 52 | 41 | 11  |
| 7º  | Argentino de Quilmes   | 49  | 34 | 13 | 10 | 11 | 51 | 46 | 5   |
| 8º  | Berazategui            | 49  | 34 | 13 | 10 | 11 | 40 | 38 | 2   |
| 9º  | Temperley              | 44  | 34 | 11 | 11 | 12 | 48 | 50 | -2  |
| 10º | Dock Sud               | 43  | 34 | 11 | 10 | 13 | 41 | 43 | -2  |
| 11º | Sarmiento de Junín     | 43  | 34 | 11 | 10 | 13 | 40 | 46 | -6  |
| 12º | Brown de Adrogué       | 43  | 34 | 12 | 7  | 15 | 49 | 56 | -7  |
| 13º | Colegiales             | 38  | 34 | 10 | 8  | 16 | 36 | 50 | -14 |
| 14º | Deportivo Laferrere    | 35  | 34 | 8  | 11 | 15 | 45 | 51 | -6  |
| 15º | Tristán Suárez         | 35  | 34 | 7  | 14 | 13 | 29 | 43 | -14 |
| 16º | Defensores Unidos      | 34  | 34 | 8  | 10 | 16 | 39 | 56 | -17 |
| 17º | Leandro N. Alem        | 32  | 34 | 8  | 8  | 18 | 37 | 52 | -15 |
| 18º | San Telmo              | 31  | 34 | 5  | 16 | 13 | 31 | 45 | -14 |

|  | Campeón y primer ascenso al ganar la final.                                          |
|  | Clasificado a las semifinales del reducido como perdedor de la final por el ascenso. |
|  | Clasificados a cuartos de final del reducido por el ascenso.                         |

## Torneo reducido
El equipo que figura arriba en cada serie es el que hizo de local en el partido de vuelta y contaba con ventaja deportiva, por estar ubicado en una mejor posición en la Tabla de Posiciones final de la temporada.
|  | Cuartos de final              | Cuartos de final           | Cuartos de final           |   |                      | Semifinales      | Semifinales      | Semifinales      |  |  | Final                | Final             | Final             |
|  | 26 de julio al 4 de agosto    | 26 de julio al 4 de agosto | 26 de julio al 4 de agosto |   |                      | 8 y 12 de agosto | 8 y 12 de agosto | 8 y 12 de agosto |  |  | 15 y 22 de agosto    | 15 y 22 de agosto | 15 y 22 de agosto |
|  |                               |                            |                            |   |                      |                  |                  |                  |  |  |                      |                   |                   |
|  | Argentino de Rosario          | 0                          | 2                          |   |                      |                  |                  |                  |  |  |                      |                   |                   |
|  | Berazategui                   | 0                          | 0                          |   |                      |                  |                  |                  |  |  |                      |                   |                   |
|  | Berazategui                   | 0                          | 0                          |   | Argentino de Rosario | 0                | 3                |                  |  |  |                      |                   |                   |
|  |                               |                            |                            |   | Argentino de Rosario | 0                | 3                |                  |  |  |                      |                   |                   |
|  |                               | Deportivo Armenio          | 0                          | 0 |                      |                  |                  |                  |  |  |                      |                   |                   |
|  | Deportivo Armenio             | Deportivo Armenio          | 0                          | 0 |                      |                  |                  |                  |  |  |                      |                   |                   |
|  |                               |                            |                            |   |                      |                  |                  |                  |  |  |                      |                   |                   |
|  |                               |                            |                            |   |                      |                  |                  |                  |  |  |                      |                   |                   |
|  |                               |                            |                            |   |                      |                  |                  |                  |  |  | Argentino de Rosario | 0                 | 0                 |
|  |                               |                            | Tigre                      | 0 | 2                    |                  |                  |                  |  |  |                      |                   |                   |
|  | Tigre                         | 2                          | 1                          |   |                      |                  |                  |                  |  |  |                      |                   |                   |
|  | Argentino de Quilmes          | 2                          | 0                          |   |                      |                  |                  |                  |  |  |                      |                   |                   |
|  | Argentino de Quilmes          | 2                          | 0                          |   | Tigre (v.d.)         | 3                | 0                |                  |  |  |                      |                   |                   |
|  |                               |                            |                            |   | Tigre (v.d.)         | 3                | 0                |                  |  |  |                      |                   |                   |
|  |                               | Defensores de Belgrano     | 1                          | 2 |                      |                  |                  |                  |  |  |                      |                   |                   |
|  | Defensores de Belgrano (v.d.) | Defensores de Belgrano     | 1                          | 2 | 3                    | 2                |                  |                  |  |  |                      |                   |                   |
|  | Defensores de Belgrano (v.d.) |                            |                            |   | 3                    | 2                |                  |                  |  |  |                      |                   |                   |
|  | Talleres (RE)'                | 1                          | 4                          |   |                      |                  |                  |                  |  |  |                      |                   |                   |

Tigre ganó el reducido y ascendió a la Primera B Nacional

## Tabla de descenso
| Pos | Equipo               | 1995/96 | 1996/97 | 1997/98 | Pts | PJ  | Promedio |
| --- | -------------------- | ------- | ------- | ------- | --- | --- | -------- |
| 1º  | Tigre                | -       | 58      | 57      | 115 | 68  | 1,691    |
| 2º  | El Porvenir          | 40      | 56      | 71      | 167 | 104 | 1,606    |
| 3º  | Temperley            | 62      | -       | 44      | 106 | 70  | 1,514    |
| 4º  | Sarmiento de Junín   | 60      | -       | 43      | 103 | 70  | 1,471    |
| 5º  | Berazategui          | -       | -       | 49      | 49  | 34  | 1,441    |
| 6º  | Talleres (RE)        | 56      | 30      | 53      | 139 | 104 | 1,337    |
| 7º  | Argentino de Rosario | 40      | 38      | 60      | 138 | 104 | 1,327    |
| 8º  | Tristán Suárez       | 54      | 49      | 35      | 138 | 104 | 1,327    |
| 9º  | Deportivo Laferrere  | 48      | 53      | 35      | 136 | 104 | 1,308    |
| 10º | Deportivo Armenio    | 36      | 44      | 54      | 134 | 104 | 1,288    |
| 11º | Brown de Adrogué     | -       | -       | 43      | 43  | 34  | 1,265    |
| 12º | Argentino de Quilmes | 42      | 37      | 49      | 128 | 104 | 1,231    |
| 13º | Def. de Belgrano     | 39      | 29      | 55      | 123 | 104 | 1,183    |
| 14º | Dock Sud             | 32      | 48      | 43      | 123 | 104 | 1,183    |
| 15º | Leandro N. Alem      | -       | 48      | 32      | 80  | 68  | 1,176    |
| 16º | San Telmo            | -       | 47      | 31      | 78  | 68  | 1,147    |
| 17º | Defensores Unidos    | 39      | 40      | 34      | 113 | 104 | 1,087    |
| 18º | Colegiales           | 23      | 44      | 38      | 105 | 104 | 1,010    |

|  | Descendió a la Primera C. |